# Cheap and Nasty
I Cheap and Nasty furono un gruppo musicale sleaze glam britannico, fondato nel 1990 dal chitarrista degli Hanoi Rocks Nasty Suicide.

## Storia del gruppo
Nasty Suicide insieme al bassista Mike Finn poi sostituito da Alvin Gibbs, Timo Caltio alla chitarra e Les Riggs alla batteria, formarono i Cheap and Nasty.
Il primo album fu Beautiful Disaster del 1991, seguì un secondo, intitolato Cool Talk Injection, che uscì nel 1994, ma il mercato fu ristretto al solo giapponese. Il gruppo si sciolse dopo poco tempo.

## Formazione

### Ultima
- Nasty Suicide - voce, chitarra (1990-94)
- Timo Kaltio - chitarra (1990-94)
- Alvin Gibbs - basso (1990-94)
- Les Riggs - batteria (1990-94)

### Ex componenti
- Mike Finn - basso (1990)

## Discografia
- 1991 – Beautiful Disaster
- 1994 – Cool Talk Injection